# Sonderbuch (Blaubeuren)

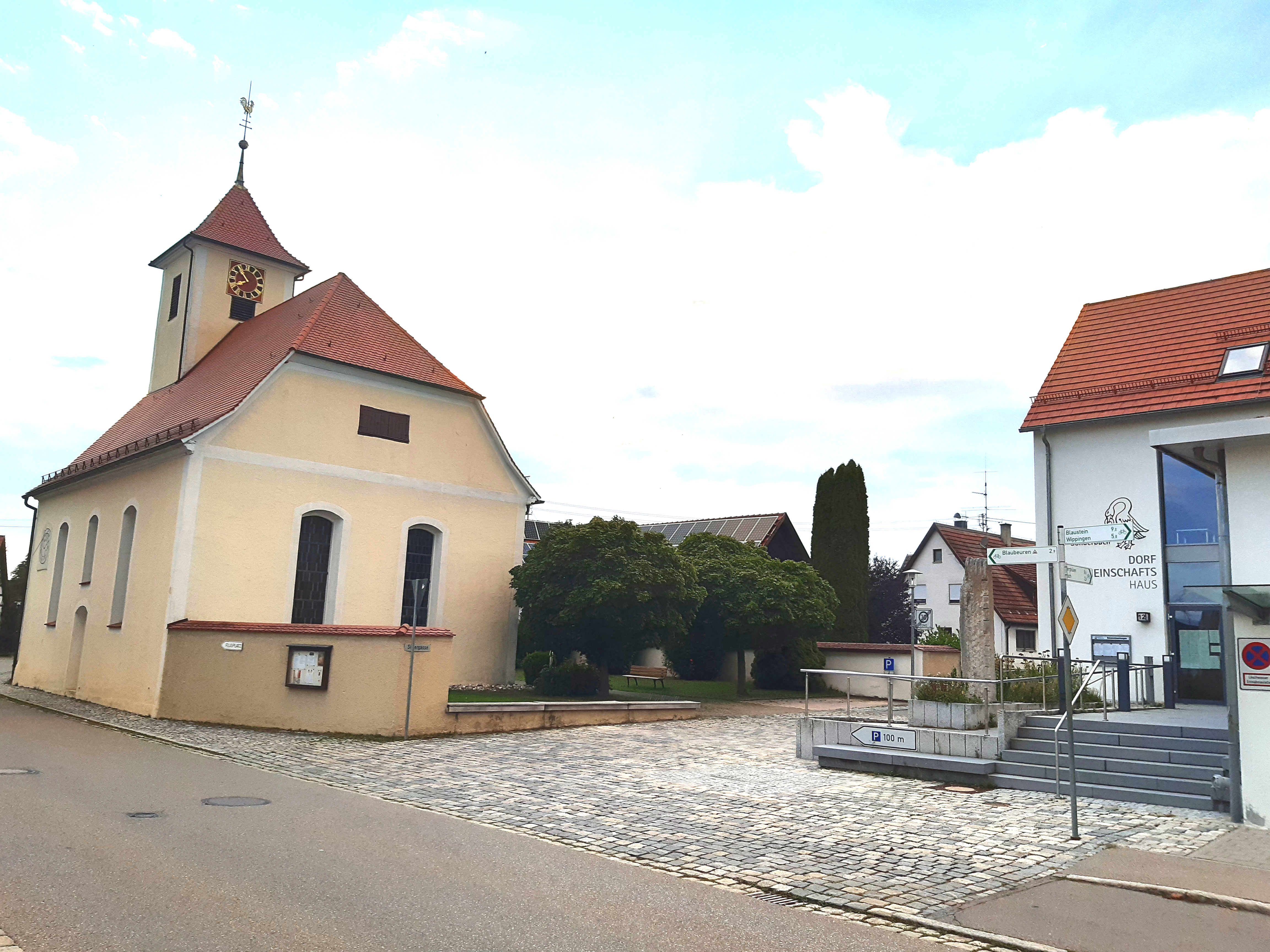
Blaubeuren-Sonderbuch, links: evangelische Kirche, rechts: Dorfgemeinschaftshaus

Sonderbuch ist ein Stadtteil von Blaubeuren im Alb-Donau-Kreis in Baden-Württemberg. Die Gemeinde Sonderbuch wurde am 1. Januar 1974 im Zuge der Gemeindegebietsreform zur Stadt Blaubeuren eingemeindet.

## Geographie
Sonderbuch liegt etwa 13 Kilometer (Luftlinie) bzw. 20 Kilometer (Straße) westlich von Ulm auf der Hochfläche der Blaubeurer Alb; diese zählt naturräumlich zur Mittleren Flächenalb. 
Sonderbuch liegt etwa 1,5 Kilometer nordöstlich und etwa 170 Meter höher als die Kernstadt von Blaubeuren.
Um Sonderbuch herum sind private Gärten, Wiesen und Baumwiesen. Am westlichen und südwestlichen Rand des Gemeindegebietes fällt das Gelände hinunter zum Blautal steil ab; an diesem Hang sind Felsen und ein Bergwald. Am südlichen Rand des Gemeindegebietes, also in Richtung Gerhausen fällt das Gelände weniger steil ab. Es ist ein Waldgebiet, eingestuft als Landschaftsschutzgebiet.

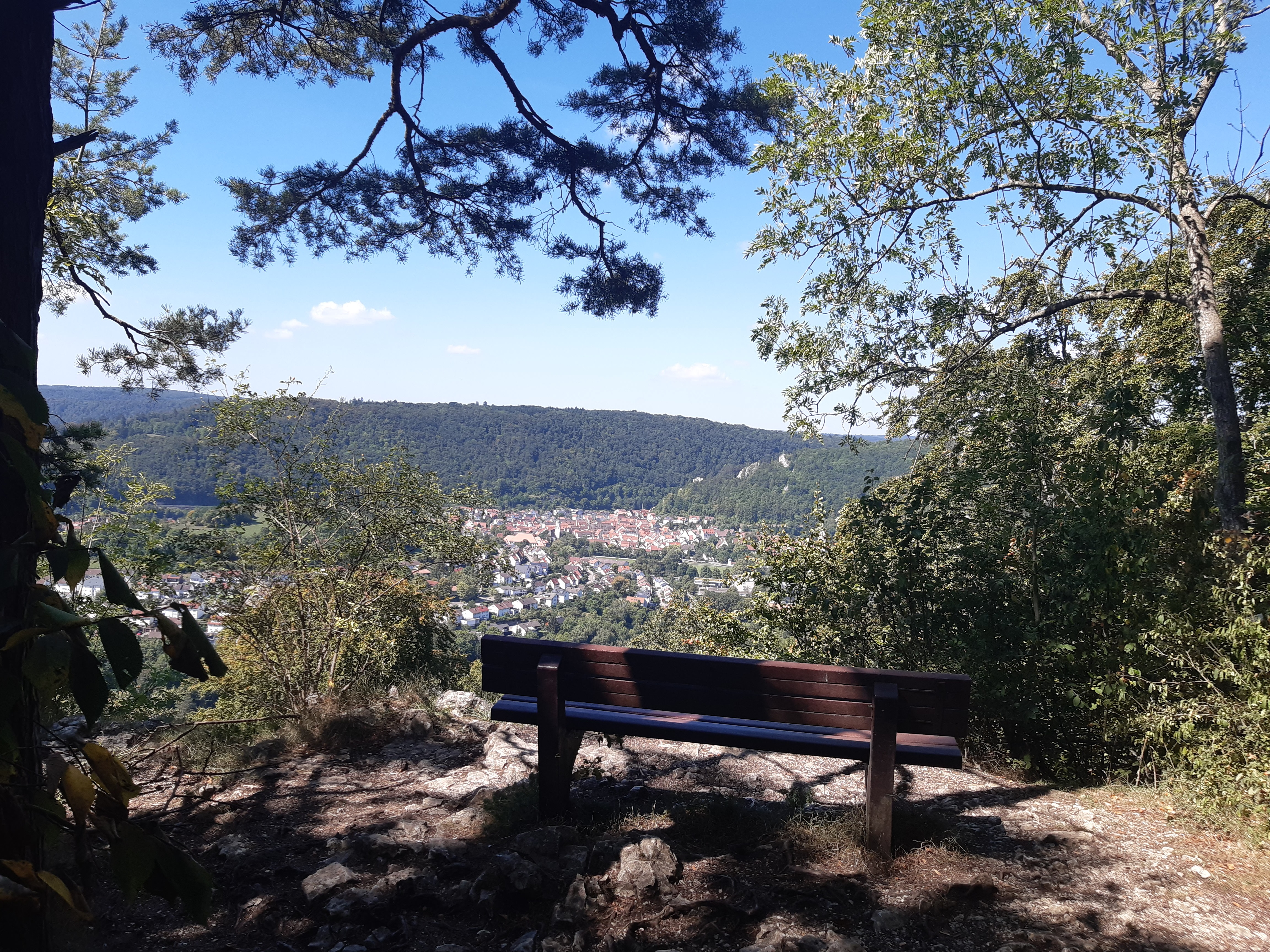
Sonderbuch Blaubeuren Aussichtspunkt mit Sitzbank

Nördlich, östlich und westlich von Sonderbuch (das heißt in Richtung Hessenhöfe und in Richtung Asch) sind große Getreidefelder. Zwischen Sonderbuch und  Wippingen ist ein Wald.
Die Wiesen, Wälder, Felder und Gärten im südlichen und westlichen Teil des Gemeindegebietes gehören großenteils zum „Landschaftsschutzgebiet Nummer 4.25.108 Blaubeuren“.
Weil Sonderbuch auf einem Karst-Mittelgebirge, nämlich der Schwäbischen Alb, liegt, gibt es im Gemeindegebiet keinen Bach, keinen See (außer private Gartenteiche) und keinen öffentlichen Brunnen. Ausnahme: die "Bucher Hüle".

## Name, Geschichte
Vermutet wird, dass „Sonder“ von althochdeutsch „sund, sundan“ bzw. germanisch „sunþa“ kommt und „südlich“ bedeutet. Weiterhin wird vermutet, dass mit „Buch“ ein Gebüsch bzw. mehrere Bäume gemeint waren, unter denen Nutztiere gemolken wurden, also eine Melkstelle. Das heißt, möglicherweise hatten die Bewohner von Asch in südlicher Richtung eine Melkstelle. Dort ist das Dorf Sonderbuch entstanden.
Sonderbuch wird erstmals im Jahr 1108 urkundlich erwähnt. Im Zeitraum 1309 bis 1354 werden mehrere Mitglieder der Adelsfamilie „von Sonderbuch“ erwähnt. Der Besitz derer von Nenningen gelangte 1406/1410 an Blaubeurer Bürger. Das Spital in Blaubeuren besaß in Sonderbuch etwa ein Drittel des Grundbesitzes. Das Dorf wurde 1447 von den Grafen von Helfenstein an Württemberg verkauft. Es unterstand danach dem Amt bzw. Oberamt Blaubeuren.

## Religion
Die Einwohner von Sonderbuch gehören unter anderem zu folgenden kirchlichen Gemeinschaften:
- Die evangelischen Mitglieder der „Kirchengemeinde Asch-Sonderbuch-Wippingen mit Lautern“[6] versammeln sich ungefähr alle zwei Wochen zum Gottesdienst in der evangelischen Kirche in der Ortsmitte von Sonderbuch. Außerdem hat die evangelische Kirchengemeinde einen eigenen Raum im Obergeschoss des Dorfgemeinschaftshauses, für Sitzungen, Jungschar, Bibelkreis und Konfirmandenunterricht. Die Gemeinde gehört zum Evangelischen Kirchenbezirk Blaubeuren.
- Die Sonderbucher Mitglieder der römisch-katholischen Kirche gehören zur „Katholischen Kirchengemeinde Mariä Heimsuchung Blaubeuren“, diese wiederum gehört zur „Seelsorgeeinheit Blautal“ und diese wiederum zum katholischen Dekanat Ehingen-Ulm.

Manche Sonderbucher gehören zu freikirchlichen Gemeinden, die sich in Nachbarorten versammeln:
- "Haus der Hoffnung" in Blaubeuren (pfingstlerisch),
- Volksmission "AlbKirche" in Asch (neupietistisch, evangelikal),
- Hessenhöfen-Gemeinschaft (evangelikal)
- Neuapostolische Kirchengemeinden in Blaubeuren und Asch (anglikanische Wurzeln, endzeitlich orientiert).
- Die Apis, Bibelstunde in Asch (altpietistisch).

## Politik

### Wahlergebnisse
Wahlergebnis für das Wahllokal „Dorfgemeinschaftshaus Sonderbuch“ – Landtagswahl Baden-Württemberg 2021: In Sonderbuch wahlberechtigt waren 496 Personen. Gewählt haben 220 Personen (44,35 %). Ungültige Stimmen: 8 (3,64 %). Gültige Stimmen 212 (96,36 %). Stimmen für Dr. Jungwirth, GRÜNE, 79 (37,26 %); für Hagel, CDU, 52 (24,53 %); für Ciresa, AfD, 20 (9,43 %); für Kübek-Fill, SPD, 20 (9,43 %); für Walter, FDP, 21 (9,91 %); für Rizzotto, DIE LINKE, 4 (1,89 %); für Fischer, ÖDP, 5 (2,36 %); für Dismann, FREIE WÄHLER, 9 (4,25 %); für Heuel, dieBasis, 0 (0,00 %); für Seidel, KlimalisteBW: 1 (0,47 %); für Preusch, W2020, 1 (0,47 %).

### Wappen
Das Sonderbucher Wappen zeigt vor blauem Hintergrund einen weißen Schwan, der ein Hufeisen im Schnabel trägt. Das Hufeisen gilt als Glücksbringer. Ein nach unten geöffnetes Hufeisen bedeutet, es „schüttet Glück“ auf den/die Träger des Wappens aus.

## Kultur, Sport, Sehenswürdigkeiten

### Die Kirche

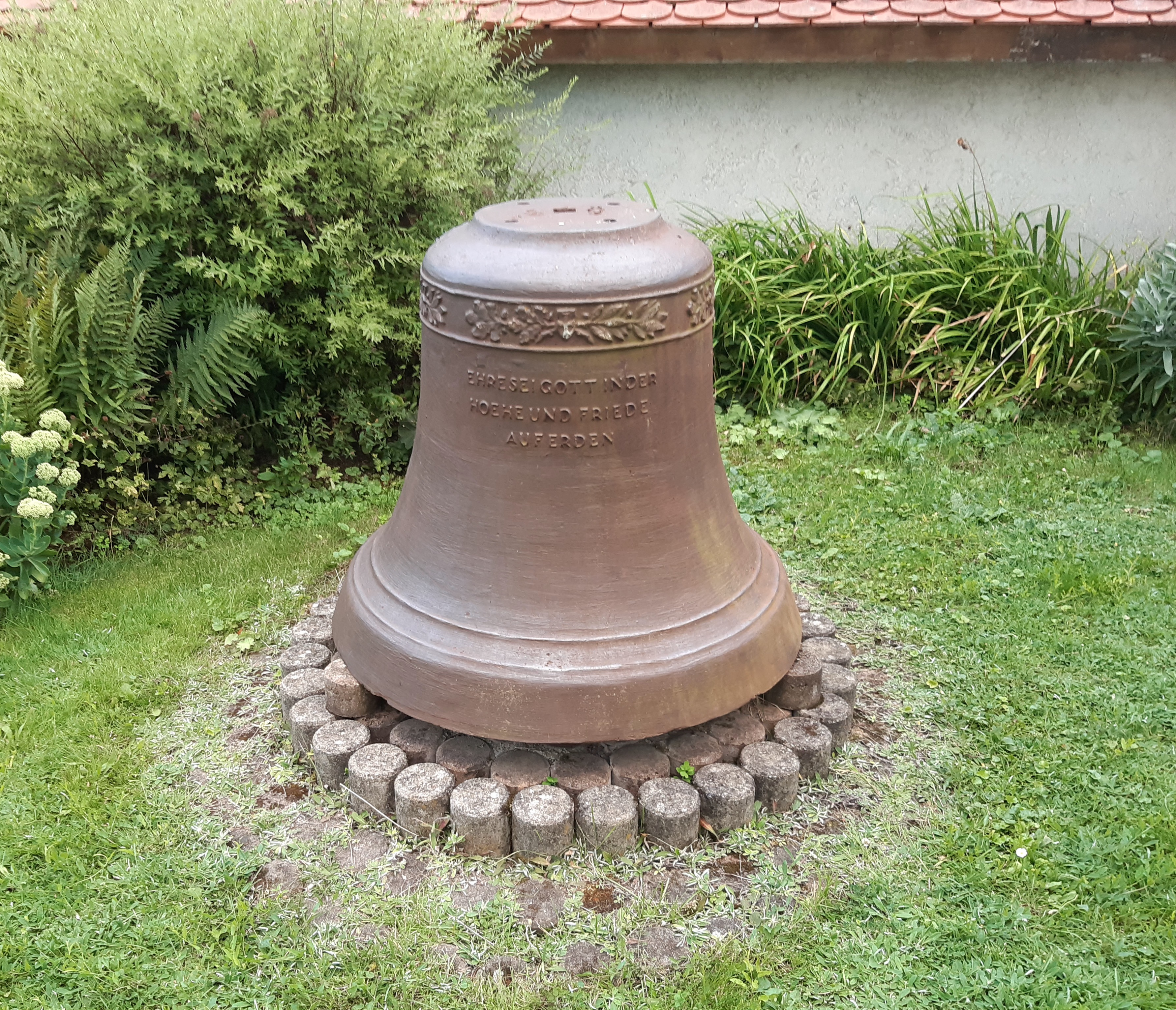
Diese Kirchenglocke steht neben der Kirche in Sonderbuch

Die erste Sonderbucher Kirche wurde im späten 15. Jahrhundert erbaut. Wegen Baufälligkeit stürzte der Kirchturm im Frühjahr 1775 ein und zog das restliche Kirchengebäude in Mitleidenschaft. Es wurde entschieden, die Kirche abzureißen. Die neue Kirche wurde 1780 eingeweiht. Eine Predigt-Kanzel, die in der Blaubeurer Stadtkirche nicht mehr gebraucht wurde, wurde im Jahr 1902 nach Sonderbuch gebracht und in der Kirche installiert. Der Taufstein wurde 1934 vom ehemaligen Bürgermeister Friedrich Mutschler gestiftet. Im Jahr 1962 wurde sie renoviert, eine elektrische Heizung und ein elektrisches Geläut eingebaut. Der Haupteingang wurde von der Straßenseite an die westliche Seite verlegt. Im Altarraum wurden links und rechts des Altars jeweils ein kleiner Raum eingebaut; einer davon dient als Sakristei. Die Orgel wurde 1967 von Helmut Bornefeld entworfen und von den Gebrüdern Link aus Giengen eingebaut. Im Jahr 2005 wurde die Kirche neu gestrichen und das Dach saniert. Im Jahr 2022 bekam die Sakristei einen Zugang von außen. Über dem Eingang der Kirche befindet sich eine Empore. Insgesamt haben in der Kirche maximal 180 Personen Platz. An der Südseite der Kirche befindet sich eine Sonnenuhr. Etwa an jedem zweiten Sonntag wird hier ein evangelischer Gottesdienst in oberdeutscher Form gefeiert.

### Weitere Sehenswürdigkeiten

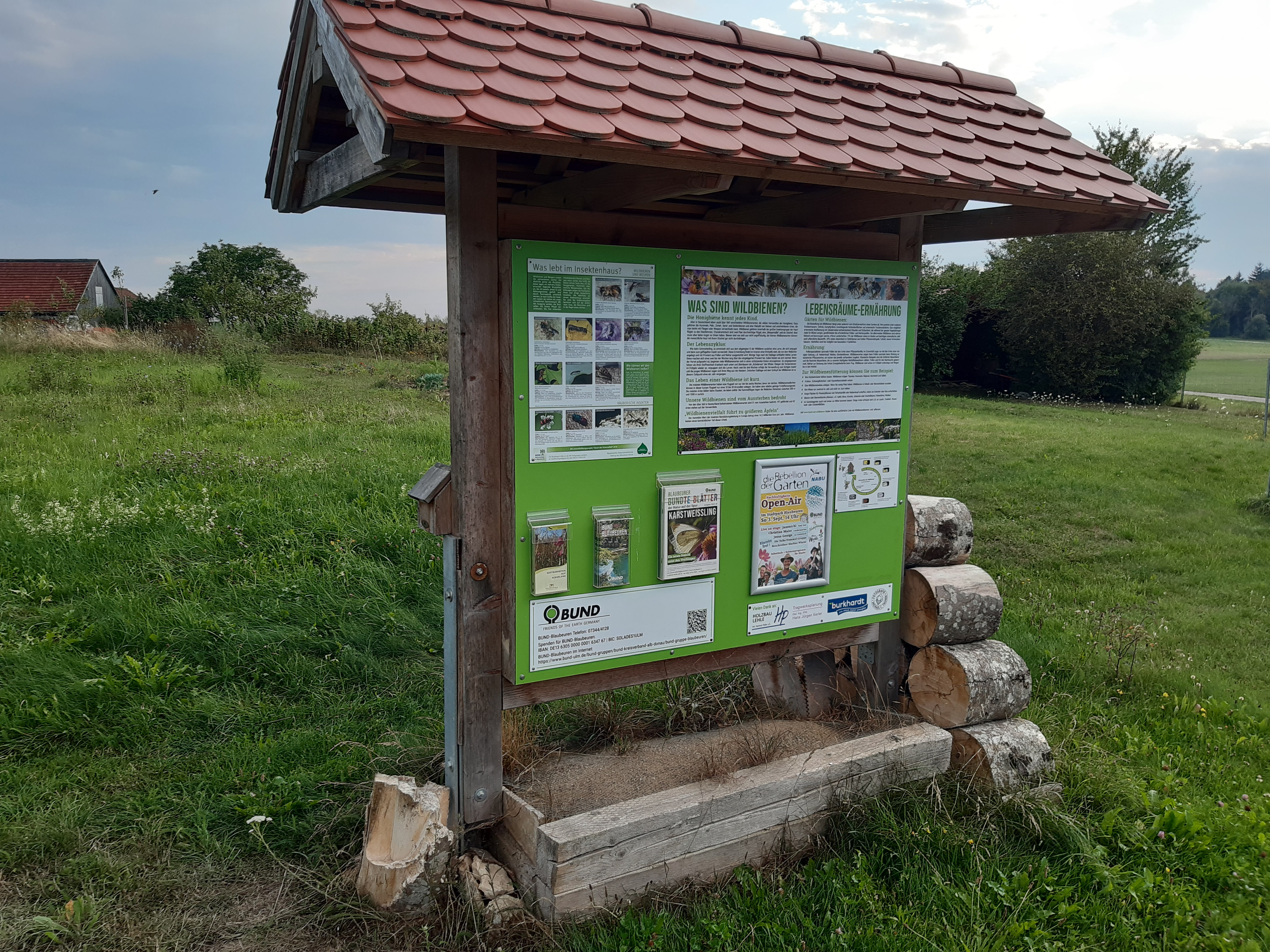
Wildbienenhaus in Sonderbuch bei Blaubeuren, errichtet vom „Bund für Umwelt und Naturschutz“

Sehenswürdigkeit: Fabrikantenvilla auf großem Grundstück. Die Garage, vorne rechts im Bild, hat die Größe eines normalen Einfamilienhauses.

- Die Ruine Hohengerhausen, oft Rusenschloss genannt, ca. 1,4 Kilometer südlich von Sonderbuch
- Die Keltenschanze im Wald Richtung Wippingen
- Der Aussichtsfels mit Sitzbank, Blick über das Blautal, den Rucken und die Kernstadt von Blaubeuren.
- Moderne Villa auf dem 16.000 m²-Grundstück zwischen Buchackerweg und Blaubeurer Straße. (Das Betreten des Geländes ist nicht erlaubt.)
- Das Wildbienenhaus des BUND am Ende des Brechhausweges und Anfang des Wasserbucher Weges, also am nordwestlichen Ortsrand
- Das Kriegerdenkmal unweit des Aussichtsfelsens

### Grünflächen und Naherholung
Zwischen Sonderbuch und dem Blautal gibt es verschiedene Wanderwege.
- Der Wanderparkplatz unweit des oberen Endes der Sonderbucher Steige
- Der Grillplatz mit Grillhütte unweit des Segelflugplatzes
- Mehrere Naturdenkmäler: (a.) alte Buche, 50 Meter vom Kindergarten, rechts an dem Weg, der nach Gerhausen führt, (b.) alte Eiche rechts neben der Straße, die nach Wippingen führt, etwa 100 Meter vor dem Wald.

### Sport
- Die Tennisanlage am südlichen Ortsrand
- Der Fußballplatz am südlichen Ortsrand
- Das Schützenhaus am westlichen Ortsrand
- Die Wälder bei Sonderbuch werden auch für den Mountainbike-Sport genutzt, was immer wieder zu Konflikten führt.

### Regelmäßige Veranstaltungen

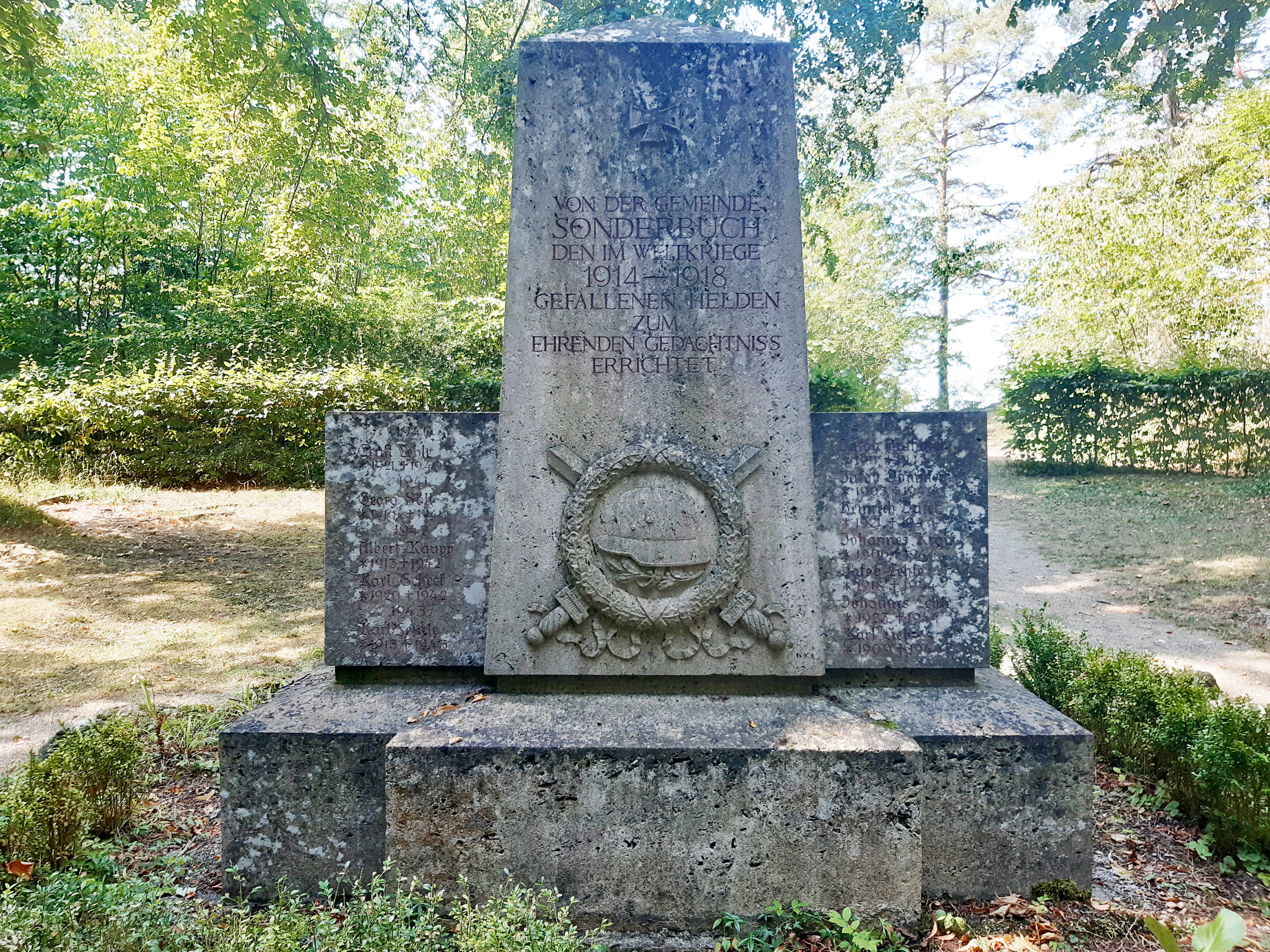
Sonderbuch Blaubeuren Kriegerdenkmal, Vorderseite

- Volkstrauertag, Gedenkfeier am Kriegerdenkmal
- Die Dorfhockete im Juli, Ortsmitte
- Das Waldfest am Fußballplatz, im Juli oder August
- Das Flugplatzfest im August oder September
- Das Adventsfest und weitere kirchliche Feste: Ostern, Konfirmation, Erntedank und Weihnachten

## Wirtschaft und Infrastruktur

### Unternehmen

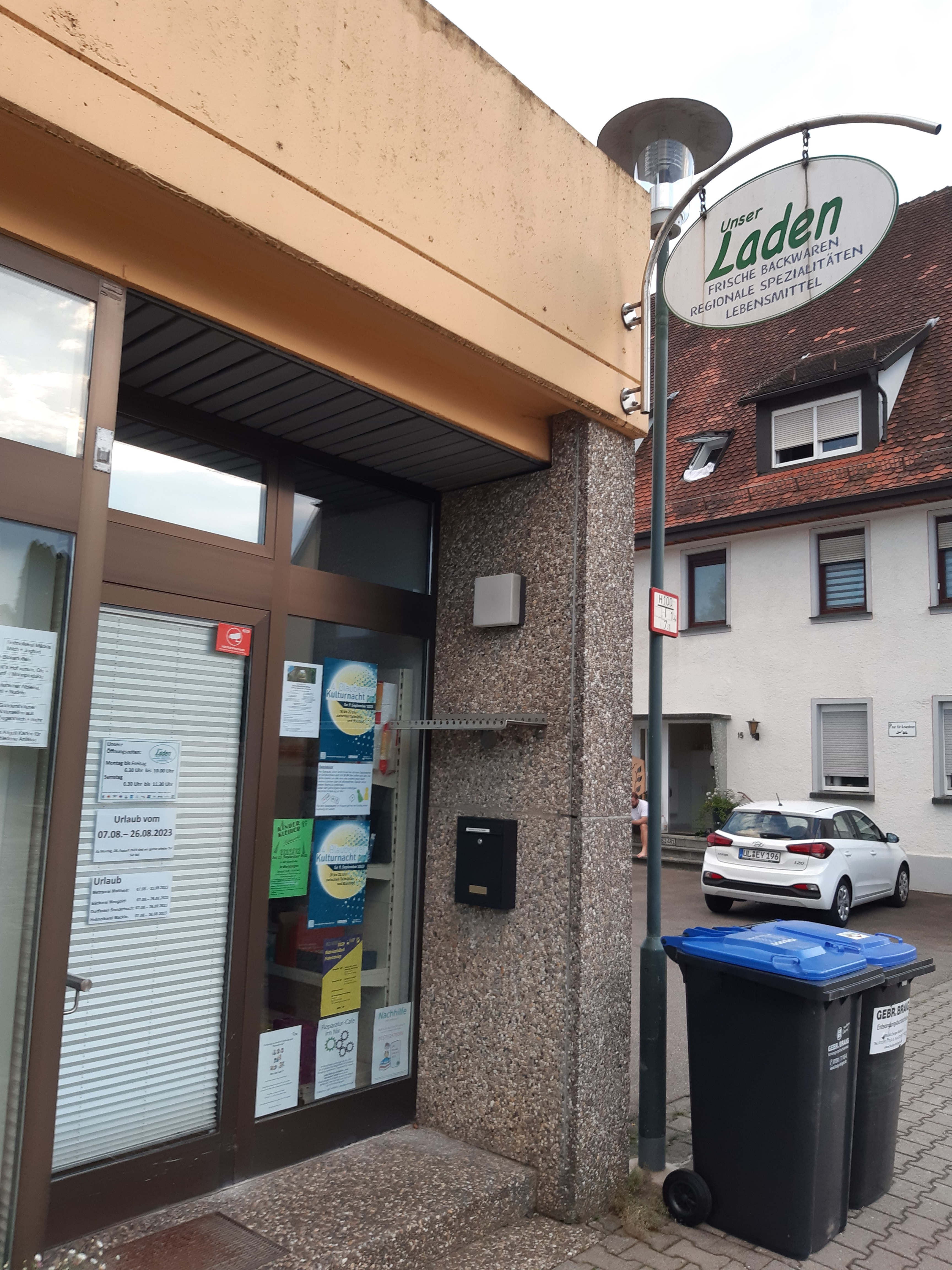
Dorfladen „Unser Laden“ in der Ortsmitte von Sonderbuch

- Der Dorfladen „Unser Laden“ ist kommunal organisiert und befindet sich in der Ortsmitte.
- Der Hofladen mit Ölmühle in der Wippinger Straße, im Hinterhof eines Bauernhofes
- Die Eier-Verkaufs-Hütte, Selbstbedienung, in der Gerhauserstraße
- Zwei Zigarettenautomaten
- Eine kleine Brauerei an der Ortsdurchfahrt, bei der ehemaligen Gaststätte Ochsen
- Ein Schäfer treibt zweimal im Jahr seine Schafherde am Waldrand (also am südlichen und westlichen Ortsrand) entlang.
- Mehrere holzverarbeitende Handwerksbetriebe
- Mehrere landwirtschaftliche Betriebe, darunter zwei Aussiedlerhöfe (zwischen Sonderbuch und Asch)
- Mehrere Hobby-Imker mit Honigverkauf

In Sonderbuch gibt es keine sonstigen Geschäfte, keine Gaststätte, keinen Industriebetrieb, keine Bankfiliale und keine Arztpraxis.

### Öffentliche Einrichtungen

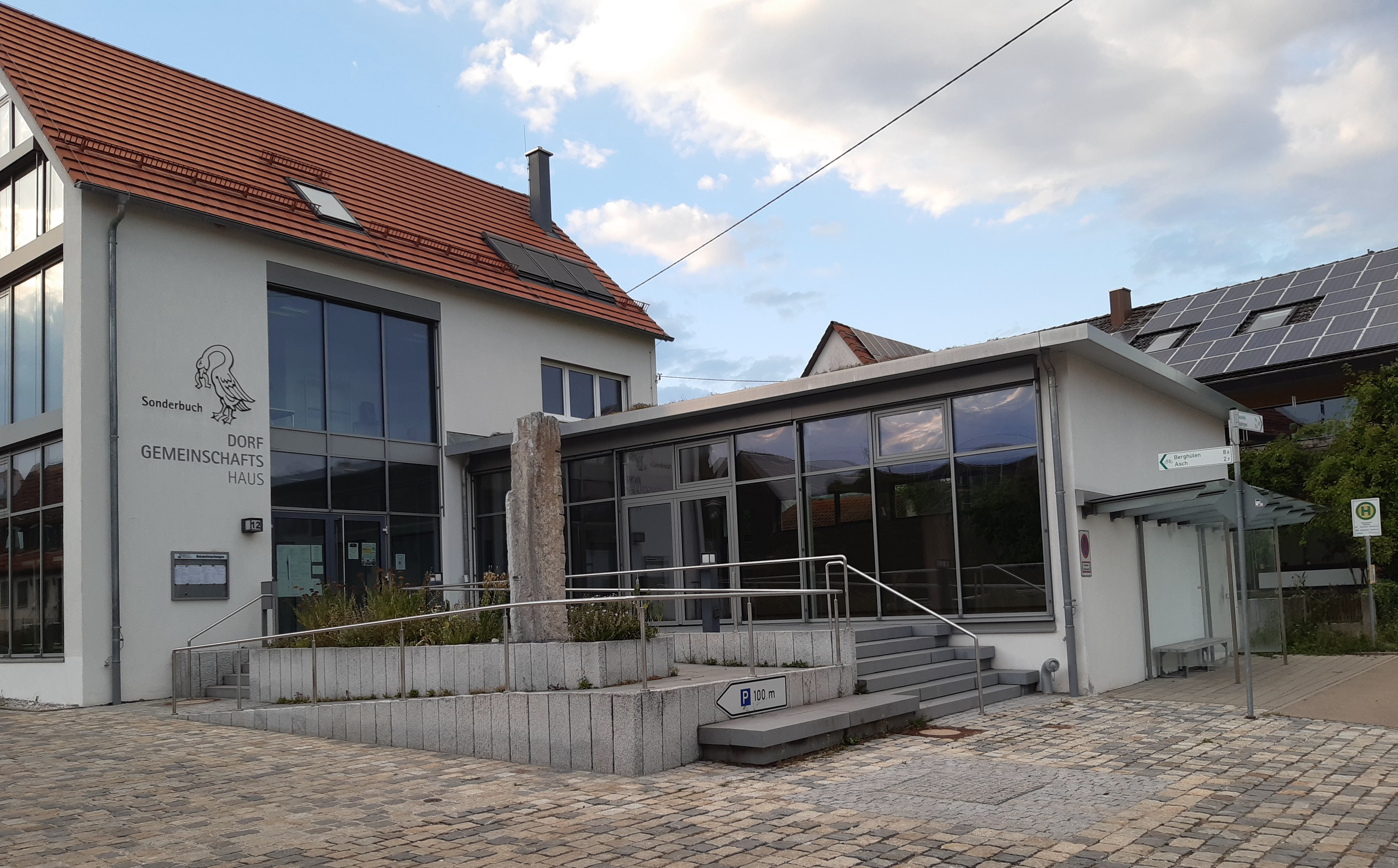
Dorfgemeinschaftshaus Sonderbuch bei Blaubeuren

- Das Dorfgemeinschaftshaus in der Dorfmitte. Im Eingangsbereich steht ein Büchertauschregal. Im Erdgeschoss befindet sich ein Veranstaltungsraum mit Klavier. Im Obergeschoss befindet sich ein Raum der bürgerlichen Gemeinde und ein Raum der evangelischen Kirchengemeinde.
- Zwei Schaukästen, in denen die aktuellen Vereins-, Kirchen- und Sport-Veranstaltungstermine sowie amtliche Bekanntmachungen ausgehängt werden
- Zwei öffentliche Kinderspielplätze: (a.) Am Segelflugplatz und (b.) zwischen Breiteweg und Haldenweg
- Ein öffentlich zugänglicher Defibrillator am Feuerwehrgeräteschuppen in der Blaubeurer Straße
- Ein Briefkasten der Deutschen Bundespost, neben dem Dorfladen
- Die ehemalige Kläranlage am südlichen Ortsrand, jetzt als Regenüberlaufbecken genutzt
- Der Wasserhochbehälter (kein Turm, sondern ein Hügel) unweit des Segelflugplatzes und der Grillstelle
- Der Feuerwehrgeräteschuppen in der Ortsmitte
- Eine Umspannstation im Brechhausweg
- Der Friedhof am östlichen Ortsrand
- Der Maibaum nahe Dorfgemeinschaftshaus, nur im Mai
- Mehrere Hochsitze
- Drei Altglas-Container, ein Altpapiercontainer und ein Altkleider-Container stehen am Ende des Brechhausweges beziehungsweise Anfang des Wasserbucher Weges, also am nordwestlichen Ortsrand
- Das alte Backhaus an der Bushaltestelle in der Wippinger Straße hat einen Backofen. Er wird mit Reisig geheizt. Es wird nur noch selten gebacken.

- Die Versorgung mit frischem Wasser war in Sonderbuch in vergangenen Jahrhunderten ein Problem. Heute kommt das Trinkwasser aus einem Grundwasservorkommen bei Gerhausen. Der Zweckverband Albwasserversorgungsgruppe III leitet es über das Pumpwerk am Blautopf in jenen Hochbehälter, der sich in der Nähe des Sonderbucher Grillplatzes und des Segelflugplatzes befindet. Ab diesem Hochbehälter verteilt die TWB Technische Werke Blaubeuren das Wasser über das Verteilnetz zu den Hausanschlüssen bzw. Wasserzählern.
- Östlich und nördlich von Sonderbuch, im Abstand von ungefähr 200 Metern zum Ortsrand verläuft die 380-kV-Höchstspannungsfreileitung Nummer 0303 von Wendlingen nach Dellmensingen, mit mehreren Hochspannungsmasten in der Nähe von Sonderbuch. Die Firmen TransnetBW und Amprion betreiben diese Stromtrasse gemeinsam.
- Ausgehend von der Umspannstation im Brechhausweg verlaufen kleinere Starkstromleitungen – teilweise als Erdkabel, meistens aber als Freileitungen – in Richtung Asch, in Richtung Aussiedlerhof „Am Flinsenlau“ und parallel zur Hochspannungstrasse in westnordwestlicher Richtung, das heißt in Richtung Hessenhöfe.
- Eine Ferngasleitung der Firma Terranets BW GmbH verläuft durch das Gemeindegebiet, an der Straße „Zum Landsitzle“ und am Segelflugplatz. Eine weitere Ferngasleitung führt ungefähr entlang der Hochspannungs-Stromtrasse. Beide Ferngasleitungen sind markiert durch kleine gelbe Schilder und größere orange Tafeln.
- Im Erdboden unter dem geschotterten Waldweg, der in südlicher Richtung nach Gerhausen hinab führt, befindet sich eine Abwasserleitung (beginnend bei der Kläranlage). Außerdem befindet sich unter diesem Weg eine nicht mehr genutzte und deshalb stillgelegte Steuerleitung für das Regenüberlaufbecken.

### Bildung

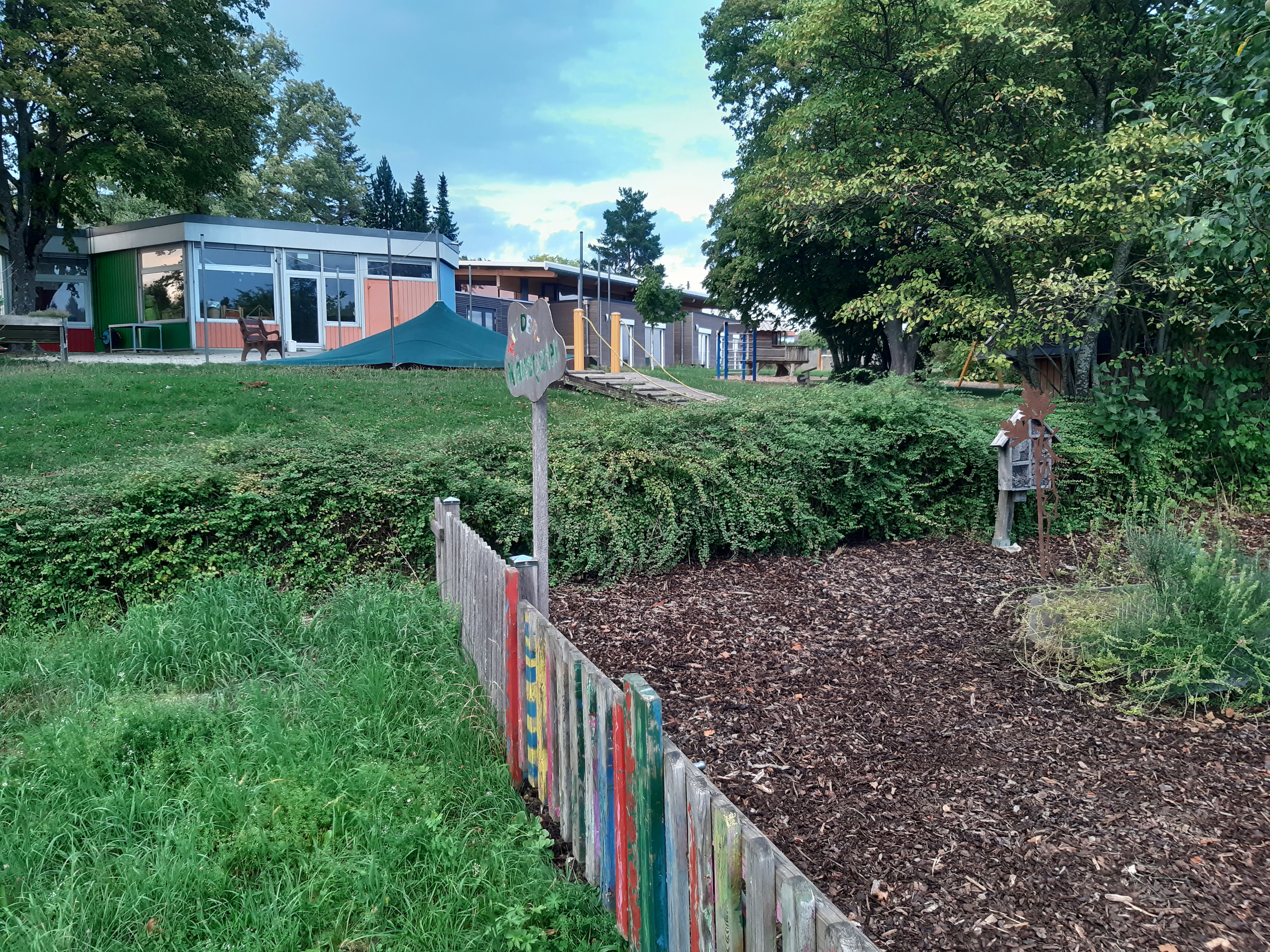
Kindergarten Sonderbuch mit viel Natur und Wildkräutergarten

- Der Kindergarten am südlichen Ortsrand, am Waldrand
- Erwachsenen-Bildungs-Veranstaltungen der Kirchengemeinden

### Verkehr
Sonderbuch ist an den Öffentlichen Personennahverkehr angeschlossen. Es fahren Omnibusse in drei Richtungen:
- Die Linie 36 nach Wippingen, Herrlingen und Ulm
- Die Linie 366 nach Blaubeuren
- Die Linie 36 nach Asch, Bühlerhausen und Berghülen.

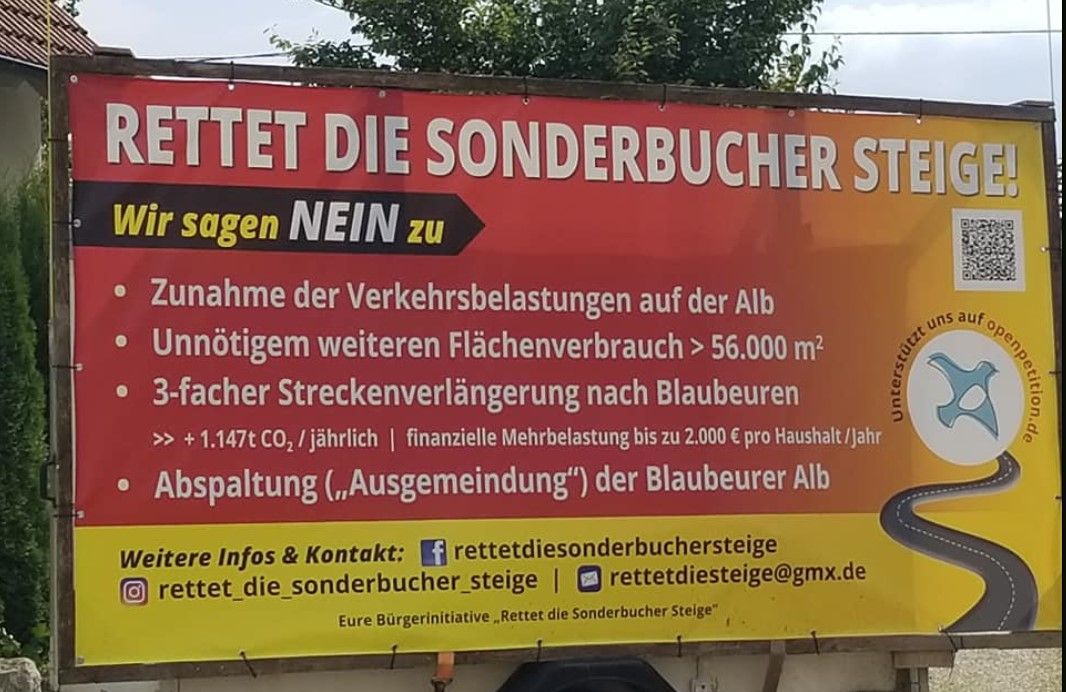
Ein großes Plakat der Bürgerinitiative „Rettet die Sonderbucher Steige“

Von Sonderbuch aus gibt es vier für den Autoverkehr freigegebene Straßen:
- Nach Osten führt eine Landstraße nach Wippingen, Entfernung 4,5 Kilometer.
- Nach Norden führt eine Landstraße nach Asch, Entfernung 2,5 Kilometer.
- Nach Westen führt die Gemeindeverbindungsstraße  – genauer gesagt die Sonderbucher Steige – zur Kernstadt hinab, Entfernung 3 Kilometer. Die Sonderbucher Steige ist baufällig und gesperrt für Lastkraftwagen. Es gibt wegen der Engstellen und der unübersichtlichen Kurven mehrere Geschwindigkeitsbegrenzungen, teilweise 30 km/h. Nicht selten fallen Steine auf der Fahrbahn.
- Nach Nordwesten führt eine asphaltierte, einspurige Straße – der Wasserbucher Weg – zu einem Reitstall, zu den Hessenhöfen, zur L1230 und zur B28, Entfernung 3,5 bzw. 4 Kilometer. Personenkraftwagen und landwirtschaftliche Fahrzeuge dürfen diesen Weg befahren, außer an Sonn- und Feiertagen von 6 bis 22 Uhr. Lastkraftwagen dürfen auf diesem Weg nicht fahren.

Nur Forst- und Einsatzfahrzeuge dürfen den geschotterter Waldweg nach Gerhausen benutzen. Dieser Weg ist die Fortsetzung der Gerhauser Straße. Er beginnt in der Nähe des Kindergartens und führt südlich in einem kontinuierlichen Gefälle durch den Wald hinunter nach Gerhausen, genauer gesagt zur Grundstraße; Entfernung 1,6 Kilometer.
In der Ortsdurchfahrt von Sonderbuch ist eine Tempo-30-Zone, und zwar von der Kirche bis zum Beginn der Wippinger Straße. Die Ortsdurchfahrt hat auf Höhe der Kirche eine Engstelle.

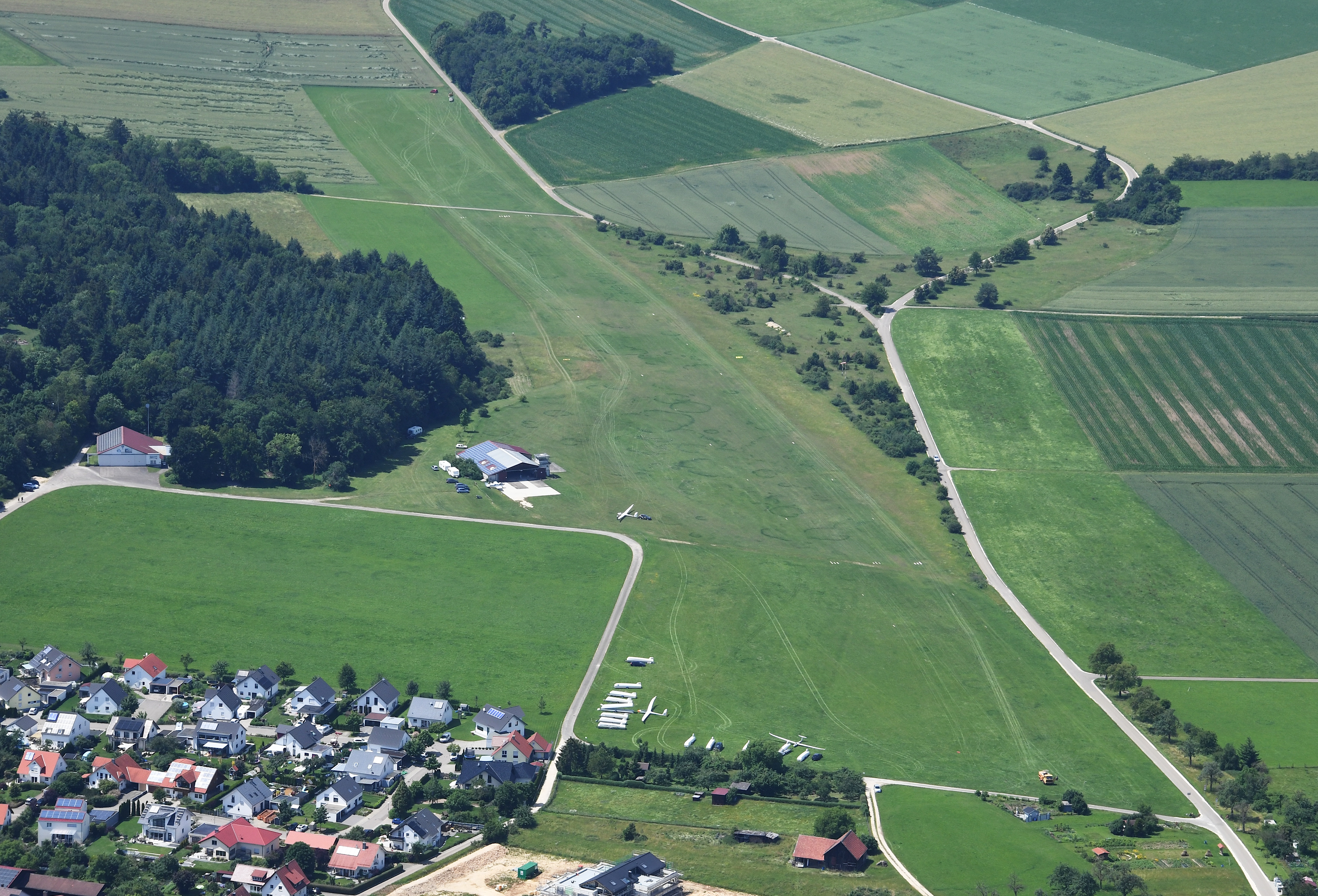
Der Segelflugplatz Blaubeuren-Sonderbuch von oben

Im Jahr 2021 wurde bekannt, dass das Landratsamt plant, die Sonderbucher Steige wegen Baufälligkeit dauerhaft für den Autoverkehr zu sperren. Infolge dieser Ankündigung wurde die Bürgerinitiative „Rettet die Sonderbucher Steige“ gegründet. In einer öffentlichen Kampagne (mit Plakaten, Aufklebern, Pressemeldungen und Versammlungen) wird gefordert, die Sonderbucher Steige zu renovieren und für den Autoverkehr geöffnet zu halten.
Außerdem befindet sich ein Segelflugplatz am nordwestlichen Ortsrand (mit Campingmöglichkeit auf dem Vereinsgelände.)

## Vereine und Gruppen

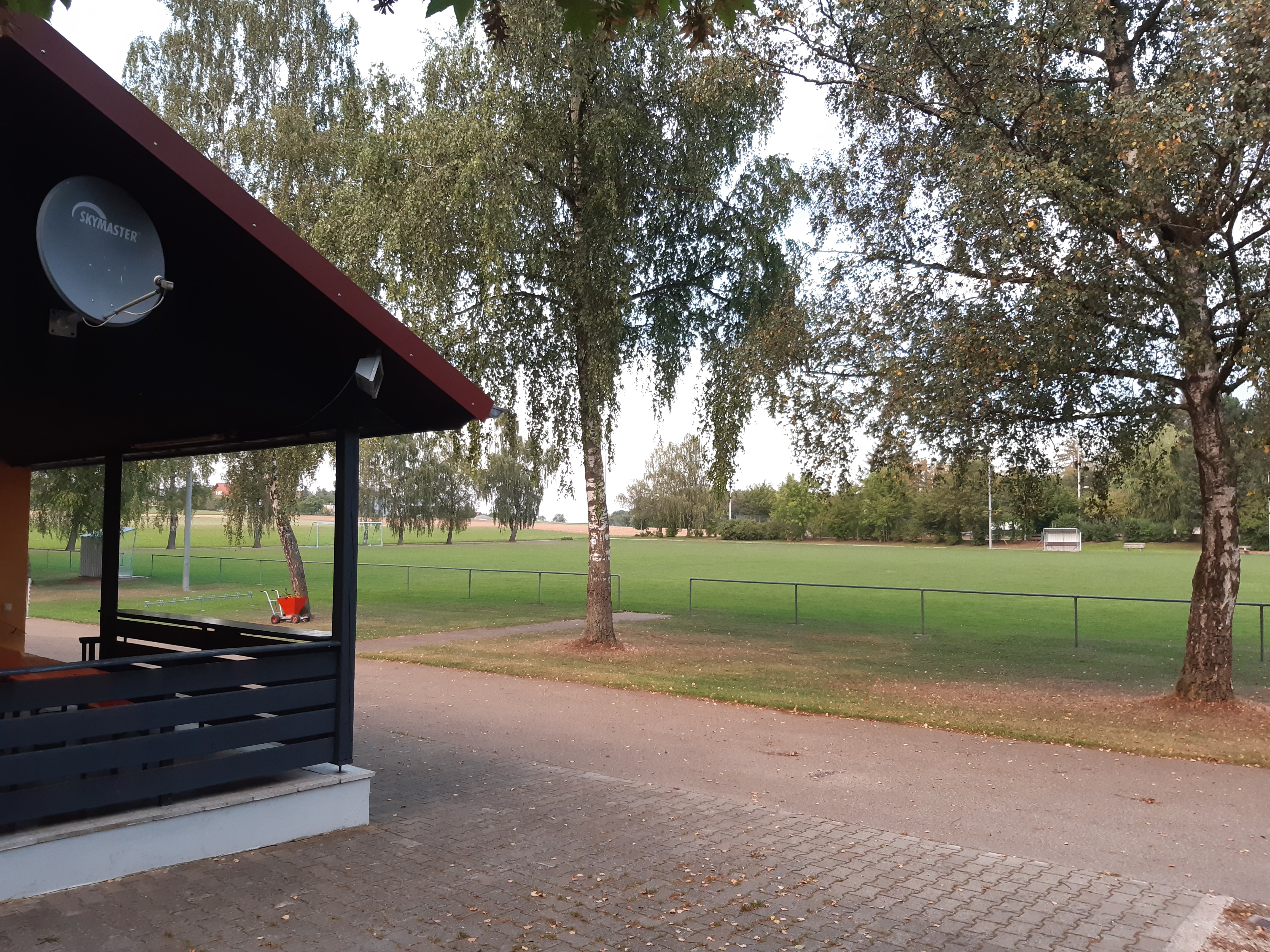
Fußballplatz Sonderbuch Blaubeuren

- Bürgerinitiative „Rettet die Sonderbucher Steige“
- Freiwillige Feuerwehr Blaubeuren, Ortsgruppe Sonderbuch
- Sportverein Sonderbuch 1957 e.V.
- FV Asch-Sonderbuch 2000 e.V. – Dieser Verein ist die gemeinsame Fußballabteilung der beiden Hauptvereine „FV Asch e.V.“ und „SV Sonderbuch e.V.“.

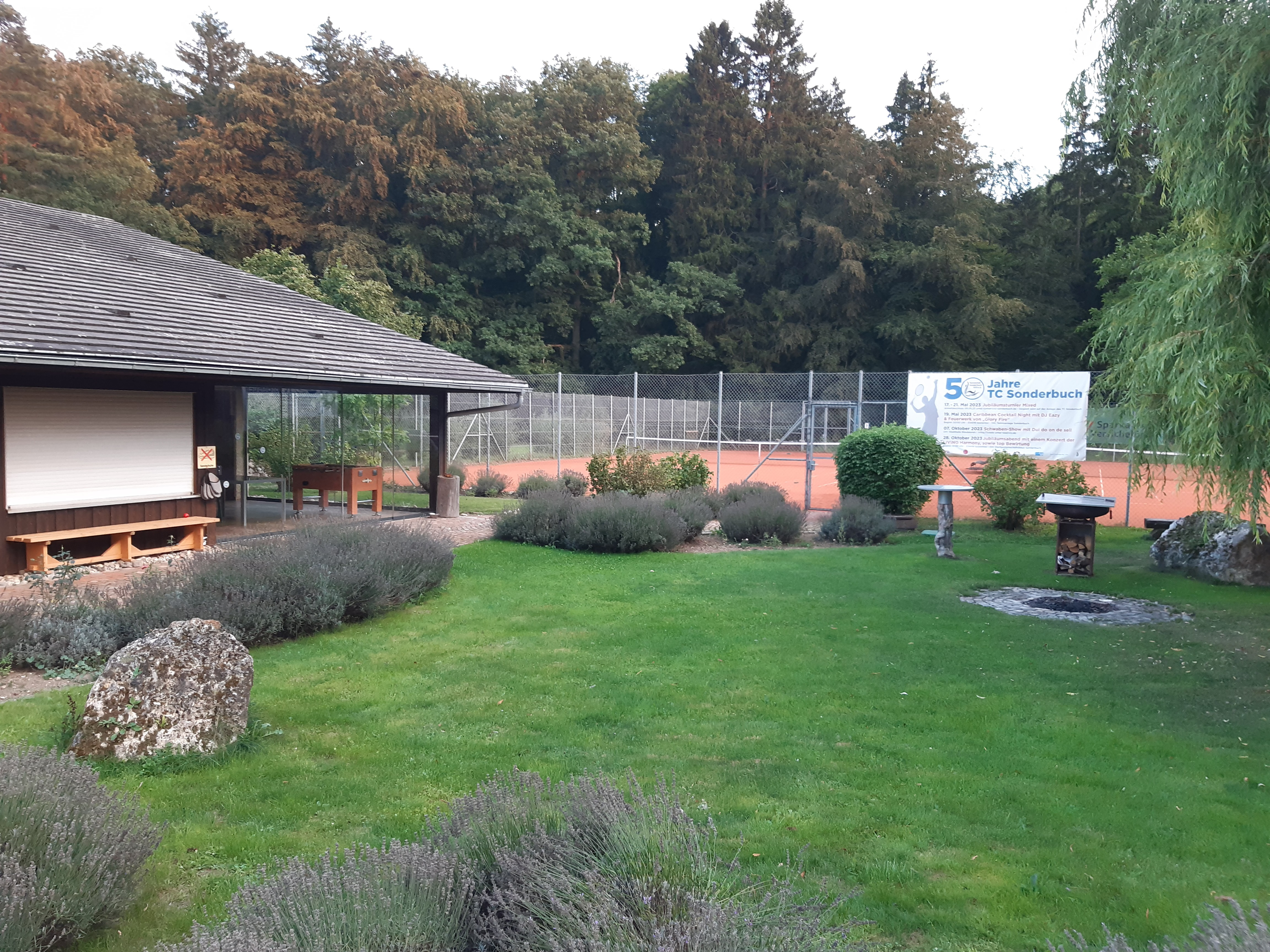
Tennisplatz Sonderbuch Blaubeuren

- Posaunenchor Sonderbuch-Bühlenhausen
- Schützenverein Sonderbuch 1922 e.V.
- TC Sonderbuch e.V.
- Tu Was! Sonderbuch aktiv e.V.